# Besymjanny (Sacha)
Besymjanny (russisch Безымя́нный, jakutisch Безымяннай) ist eine Siedlung städtischen Typs in der Republik Sacha (Jakutien) in Russland ohne ständige Einwohner (Stand 14. Oktober 2010).

## Geographie
Der Ort liegt gut 400 km Luftlinie südsüdwestlich der Republikhauptstadt Jakutsk im nördlichen Teil des Aldanhochlands. Er befindet sich unweit des rechten Ufers des Flusses Kurung, der 10 km nordwestlich in den rechten Aldan-Nebenfluss Elkon mündet.
Besymjanny liegt im gemeindefreien Gebiet (meschselennaja territorija) des Rajons Aldanski und befindet sich 60 km ostnordöstlich von dessen Verwaltungszentrum Aldan.

## Geschichte
Die Siedlung wurde in den 1970er Jahren im Zusammenhang mit der Erschließung von Gold- und Glimmervorkommen gegründet. Der Ortsname steht im Russischen für namenlos. Mit dem Niedergang des Bergbaus ab Anfang der 1990er Jahre verließen bis Ende der 2000er Jahre alle ständigen Einwohner den Ort. Trotzdem besitzt Besymjanny weiterhin den 1981 verliehenen Status einer Siedlung städtischen Typs (Stand 2013).

### Bevölkerungsentwicklung
| Jahr | Einwohner |
| ---- | --------- |
| 1989 | 537       |
| 2002 | 111       |
| 2010 | 0         |

Anmerkung: Volkszählungsdaten

## Verkehr
Einige Kilometer nordöstlich von Besymjanny führt die Straße vorbei, die die gut 25 km nördlich am Aldan gelegene Kleinstadt Tommot mit dem 25 km südöstlich von Besymjanny gelegenen Dorf (bis 2005 ebenfalls Siedlung städtischen Typs) Yllymach an rechten Timpton-Nebenfluss Bolschoi Yllymach (Großer Yllymach) verbindet. Tommot liegt an der Fernstraße A360 Lena (bis 2010 M56, Nummer noch bis 2017 alternativ in Gebrauch) sowie der Amur-Jakutischen Eisenbahnmagistrale (AJaM).